# Eugene Gorman
Sir Eugene Gorman, avstralski odvetnik in general, * 10. april 1891, † 19. julij 1973.